# Riu Set
Riu Set är ett periodiskt vattendrag i Spanien.   Det ligger i provinsen Província de Lleida och regionen Katalonien, i den östra delen av landet, 400 km öster om huvudstaden Madrid.